# Memorbuch

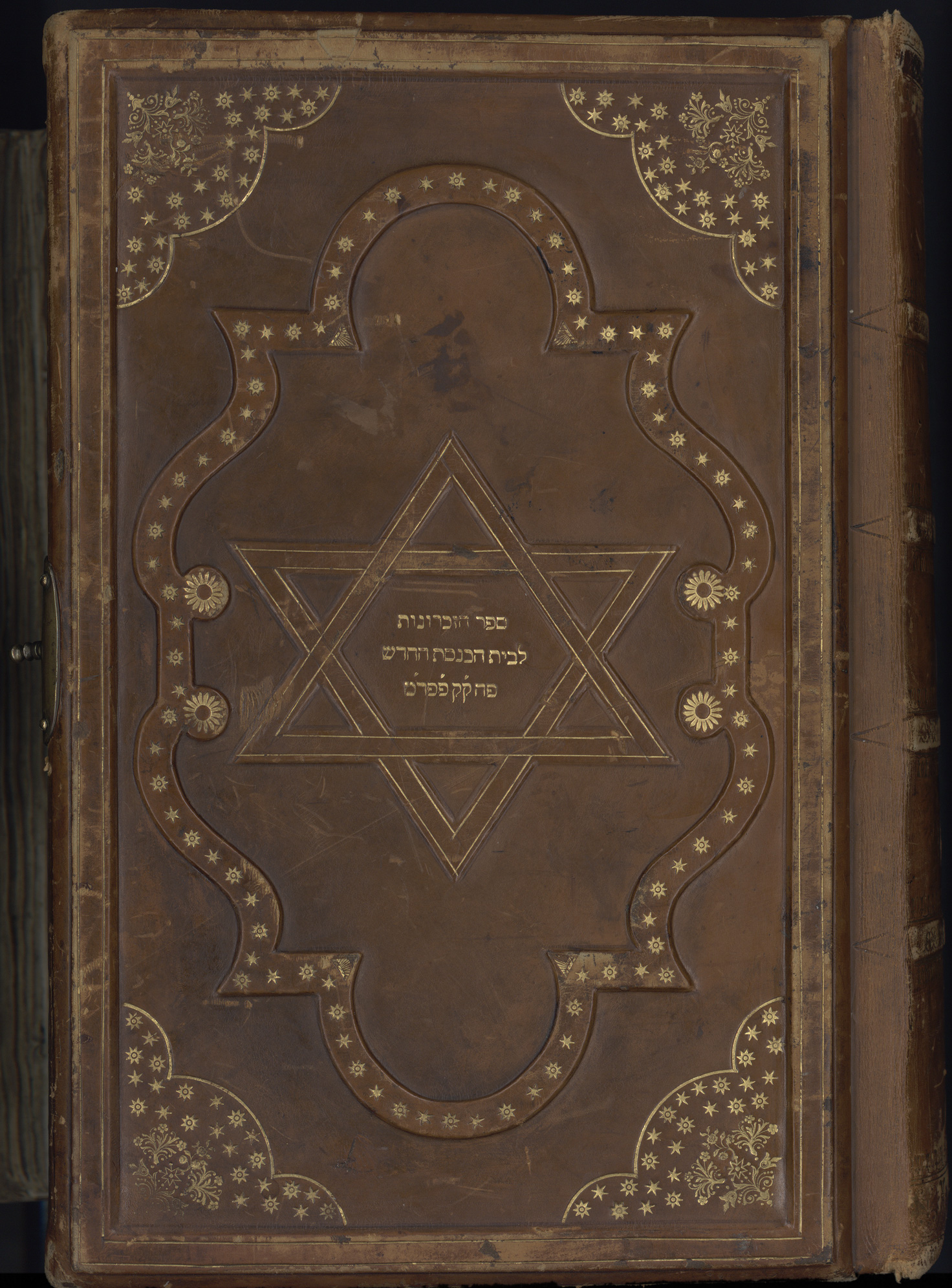
Frankfurter Memorbuch

Un Memorbuch (alemany " llibre de memòria », Plur. Memorbücher) és un llibre destinat a mantenir la memòria dels màrtirs de diferents ciutats i regions del món ashkenazi, principalment d'origen o religió jueva .
La pràctica de la creació dels Memorbücher s’inicia al Sacre Imperi Romanogermànic, després de la massacre de jueus durant la Primera Croada. Un Memorbuch acostuma a estar format per quatre parts : una breu part litúrgica (oracions fetes durant la commemoració del difunt), una martirologia, una necrològica dels rabins i benefactors de la comunitat i, finalment, una llista dels difunts de la qual s’ha de mantenir la memòria. Aquesta llista sol començar amb els màrtirs de la Primera Croada a Worms, Espira, Maguncia, Bonn, Colònia. En un Memorbuch, hi ha noms de persones i llocs, però molt poques vegades un fet històric en si. Els Memorbücher són documents inestimables per a genealogistes que volen refer la història i les peregrinacions de les famílies jueves del Rin.
Els memorbucher s'han convertit, després d'una interrupció al XIX segle, en una peça important de la memòria jueva per commemorar la desaparició de Yiddishland i les víctimes de la Shoah. Aquests llibres es denominen generalment Yizker-bikher .

## Els orígens delsMemorbücher
El terme Memorbuch prové d'una paraula llatina Memor i de la paraula alemanya Buch. En la tradició jueva, es reserva un lloc important per al record dels difunts. Es tracta d'extreure’ls així de la Gehenna gràcies al recurs de la misericòrdia divina. Recordar la memòria dels morts esdevé, per tant, una obligació perquè els beneficis i les almoines dels vius asseguren la salvació dels morts. Alguns també pensen que l'home piadós pot coronar la seva existència fent una donació a una organització benèfica, a condició que aquesta, o la comunitat, permeti recordar la seva memòria. Poc a poc, el " commemorat" o els seus hereus, prenen l'hàbit d'establir els arranjaments necessaris per mantenir la memòria d'un home piadós. Aquesta pràctica és a l'origen de Memorbücher. El més antic és el Memorbuch de Nuremberg escrit entre 1296 i 1298. És tan complet que els historiadors creuen que altres manuscrits més antics devien servir de base de referència. Els historiadors no han trobat l'original, sinó còpies del segle xviii. El primer Memorbuch publicat és un fragment d'un Memorbuch relatiu a les comunitats de Worms i Viena cap al 1880.
El Memorbuch també té la funció de recordar els noms dels que van desaparèixer durant les diverses persecucions que van patir els jueus des de l'edat mitjana. Com a tal, l'oració introductòria demana a Déu que els recordi. Si Déu recorda els assassinats, els pot venjar. La idea de venjança va penetrar profundament en el ritual religiós dels asquenazites de l'edat mitjana.

## Composició
Gairebé tots els Memorbücher consten de quatre parts:
- La primera part conté un títol descriptiu que conté la indicació de la comunitat que l'utilitza, el nom de l'escrivà i l'any en què es va fer la còpia.
- La segona part consta d'un breu paràgraf litúrgic, que inclou les oracions que s’acostumen a recitar abans i després de la cerimònia de commemoració: un cicle de Kinot (elegies) que relata les persecucions sofertes, l' Ab ha -Raḥamim, la pregària pels màrtirs d'Israel, una altra pregària pels herois i benefactors d'Israel, el Yizkor, l'oració pels morts.[3]
- Hi ha llavors un obituari, que recorda la memòria dels benefactors i, d'altra banda, la memòria dels morts de la comunitat que es consideraven dignes d'aquest honor.
- Finalment, una martirologia recorda la memòria dels màrtirs en l'ordre de les ciutats i regions on van ser assassinats. El nom dels màrtirs no sempre es dona.[2]

Els Memorbücher generalment comencen amb la llista de màrtirs de 1096, durant la Primera Croada. També hi ha la llista de persecucions durant la gran plaga del 1349 al 1350.
Els memorbücher s’escriuen en hebreu o en llengua vernacla de la comunitat, per exemple, el jiddisch. També poden recollir els noms de les víctimes de massacres i persecucions de comunitats veïnes. És el cas del més antic Memorbücher. Els noms dels difunts, màrtirs o benefactors es recordaven generalment a Yom Kippur i molt sovint en l'aniversari de les massacres de la Primera Croada. En el ritual, es llegia la Llei, es recitaven les pregàries rituals i també les llistes de màrtirs. Al XIX XIX segle, el record de noms perd gradualment la seva importància i desapareix completament en moltes comunitats.
Sorgeix la qüestió de com els noms de les víctimes de massacres d'altres comunitats alemanyes eren coneguts i registrats pels editors del Memorbuch d'una altra comunitat, la de Nuremberg, per exemple. Israel Jacob Yuval, professor d'història jueva a la Universitat Hebrea de Jerusalem, creu que aquestes llistes de màrtirs podrien haver estat establertes gràcies als registres tributaris de les diverses comunitats, amb els supervivents del pogrom que enumeren els quals havien estat assassinats. La llista es podria haver copiat i copiat per a altres comunitats amb la finalitat de recordar els noms dels difunts .

## ElsMemorbücherfamosos

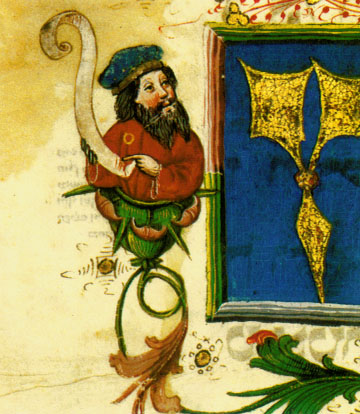
Juif alemany portant la rouelle.
(Manuscrit medieval (v. 1476))

El Memorbuch de Nuremberg de vegades anomenat Memorbuch de Mainz es va començar a escriure el 1296. Es va publicar per primera vegada a la Revue des études juives el 1882. Enumera la llista de massacres i el seu lloc d'execució. Quasi totes les ciutats de Renània i el sud d'Alemanya apareixen a la llista. Hi ha la història de dones assassinades per haver circumcidat el seu fill, la de l'assassinat d'Elazar que es va negar a menjar porc. El Memorbuch explica, entre altres coses, que el 1285 la comunitat jueva de Múnic va ser acusada d'un delicte ritual. Aleshores, 180 jueus, homes, dones, nens van ser tancats a la sinagoga i cremats al mateix temps que l'edifici. Cita els noms de les 941 víctimes del pogrom de Würzburg el 1298, el de les 470 víctimes de Rothenburg el mateix any durant les massacres comeses pel cavaller Rindfleisch. S'esmenten les massacres realitzades per les bandes d'Armleder entre 1336 i 1339.

Aquestes evocacions mostren la importància de les comunitats jueves a la vall del Rin i l'extensió de les persecucions. Les massacres van tenir lloc regularment fins al 1349. Un cronista de les massacres, Salomon bar Shimshon, escriu :
| « | Qui no ha vist ni sentit mai aquestes coses? Pregunteu i vegeu: hi va haver alguna vegada una "akéda" (sacrifici) com aquesta en totes les generacions des d'Adam? Hi va haver mai onze-cents akedot el mateix dia, tots equiparables a Abraham obligant el seu fill Isaac per sacrifici? Però per a qui estava lligat a la muntanya Moriya, la terra tremolava i es diu: “Heus aquí, els àngels van començar a plorar i el cel es va enfosquir. Però, què fan ara els àngels? Per què el cel no es va enfosquir i les estrelles es van tornar pàl·lides (...) quan en un dia (...) es van sacrificar onze-cent ànimes pures, entre les quals hi havia els nounats i els nens? Estaràs callat, Senyor, el nostre Déu? | » |

El Memorbuch també manté els noms de trenta-vuit jueus, incloses disset dones, acusades erròniament d'assassinat ritual a Blois el 1171 i que van ser cremades vives. El Memorbuch de Nuremberg va ser comprat per un resident de Mainz que el va col·locar a la biblioteca de la comunitat jueva de la ciutat, d'aquí el segon nom de Memorbuch de Mainz. Va ser portat a Anglaterra quan la seva família va fugir de la persecució nazi.
El primer Memorbuch de Metz (1610 - 1724) només inclou la necrològica guardada per l' Hevra kaddisha Kabranim, la confraria que s'encarregava d'organitzar els enterraments dins de la comunitat. Conté 865 necrològiques de rabins, erudits, oficials, metges, líders comunitaris, però també jueus més modestos. Els avisos citen la data de la mort i la inhumació, l'origen del mort si prové d'una altra ciutat, les responsabilitats de la comunitat, les seves donacions.
The Frankfurt Memorbuch és un document de més de 1 000 pàgines que explica la història de la comunitat jueva a Frankfurt del Main del 1628 al 1907. Comença amb un poema que relata la crema de la sinagoga de la ciutat el 1711.
Actualment, el Memorbuch de Fürth a Baviera es troba al Jüdisches Museum Franken de la ciutat. La seva redacció es va iniciar a Viena pocs anys després de l'establiment del gueto de Viena per l'emperador Ferran II el 1624. El 1670, l'emperador I I va expulsar els jueus de Viena. La família Fränkel va agafar el manuscrit i el va transportar a Fürth on es van establir. Quan els nazis van cremar la sinagoga de Fürth durant la Kristallnacht el 1938, es creia que el manuscrit estava perdut. Però va ser trobat el 1998, en un apartament de la ciutat. La comunitat jueva de Fürth va ser destruïda per la Shoah. Segons la tradició Memorbücher, Gisela Blume va escriure el 1997 Zum Gedenken an die von den Nazis ermorderten Fürther Juden 1933-45.
A Alsàcia, hi ha molts Memorbücher que testimonien les execucions de jueus fins al 1764. Citem entre d'altres : Rabí Jacob b. Moisès i rabí Moisès b. Efraïm, assassinat entre Colmar i Ribeauvillé el 1715 ; Moïse, fill de Salomó (sens dubte de Ribeauvillé), assassinat pel seu criat el 1764 a la rodalia de Metz. El Memorbuch de Dornach, que data del 1798, conté oracions en record de les víctimes de la persecució a Alemanya, Àustria, Bohèmia, Espanya, Polònia i Holanda.
El Memorbuch d'Exeter de 1857 és un dels escassos memorials que no concerneixen les comunitats jueves de Rhénanie. Nomena els membres de la comunitat d'Exeter així com els seus donatius Homes i dones són citats així com les seves funcions religioses

## Els llibres de la memòria després de la Shoah

### LesYizker-bikher

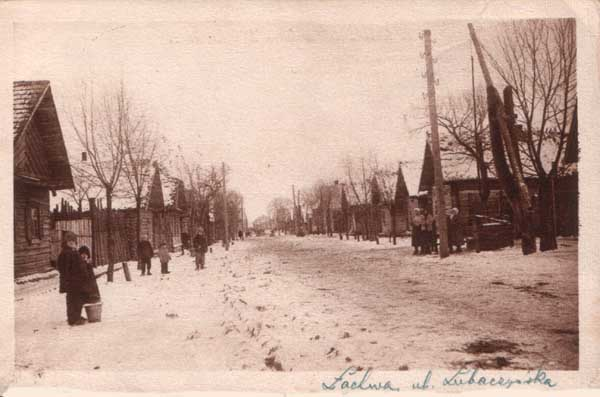
El shtetl a Lakhva, Polònia, el 1926

La memòria de les víctimes de la Shoah va portar a la redacció i publicació del nou Memorbücher anomenat Yizker-bikher . Yizker és una paraula yiddish que significa "que el Senyor recordi". Aquests llibres eren produïts amb més freqüència per membres d'un landsmannschaft, una associació d'ajuda mútua que reunia jueus de la mateixa comunitat a Europa abans de la Shoah. Els Yizker Bikher expliquen la història de la ciutat, de la comunitat jueva, especialment en el període d'entreguerres, de membres famosos de la comunitat com ara rabins o escriptors yiddish. Són un testimoni de l'esplendor de la vida jueva destruïda, de l'ocupació nazi i del martiri de la seva ciutat o poble, el shtetl. Per als investigadors, són fonts essencials per conèixer la vida dels jueus a Europa central i oriental: els oficis practicats, els ritus religiosos, les cançons i les danses, els instruments que toquen les orquestres Klezmer. Els records personals i familiars són molt presents. El llibre tracta principalment de les modalitats locals de la Shoah. Acaba amb la llista de víctimes. El primer d'aquests llibres és sens dubte el de Lodz, el Lodzer yizker-Bukh, publicat Nova York el 1943 pels jueus van emigrar d'aquesta ciutat polonesa, fins i tot si s'escapa en gran manera la definició de la Yizker-bikher des de llavors de la seva publicació al La comunitat jueva de Lodz encara no havia estat aniquilada. Reflecteix la culpa dels editors per haver abandonat les seves famílies a Polònia i una crisi d'identitat entre les seves arrels i la seva nova pàtria.
Quatre-cents quaranta d'aquests llibres ja es van publicar el 1979 als Estats Units, a França, principalment a l'Argentina, però també a Israel, que només és una part molt petita del Yizker-bikher escrit. A més, generalment es distribuïen en un petit nombre d'exemplars, poques vegades més de cinc-cents. Les col·leccions més completes es troben a la Universitat Hebrea de Jerusalem, a la Maison de la culture yiddish - Bibliothèque Medem de París i a l'Institut de Recerca Jueva de Nova York que conté més de 700 col·leccions. Els yizker-bikher s'escriuen més sovint en yiddish, de vegades en hebreu. També poden combinar les dues llengües. Setanta d'aquests Yizker-bikher van ser recollits i traduïts a l'anglès a From a Ruined Garden: the Memorial Books of Polish Jewry per Jack Kugelmass i Jonathan Boyarin el 1998.
Al Febrer de 1949, s’inaugura a París el monument de la Sinagoga de la Victòria en memòria de les víctimes de la barbàrie nazi (jueus però també no jueus). En aquesta ocasió, es posa una caixa, que suposadament conté els noms de totes les víctimes jueves de la Shoah, al peu del monument, recuperant així la tradició del Memorbuch. Però aquesta iniciativa no té futur, ja que les famílies no registren els noms dels seus deportats .

### Memòries actuals
Després de l'èxit rotund de la novel·la d'André Schwarz-Bart, The Last of the Just, el 1959, el filòsof André Neher i la seva dona, la historiadora Renée Neher, van emprendre una gran operació anomenada : Zakhor, és a dir, recorda. Ofereixen als professors un programa específic, organitzen a Estrasburg una sèrie de quatre reunions amb testimonis i historiadors en un cicle titulat : "Mort i resurrecció de l'últim dels justos". Serge Klarsfeld va assumir la tradició de Memorbuch quan va publicar el 1978 el Memorial a la deportació dels jueus de França, elaborat a partir de la llista de deportats classificats per comboi. A Le Mémorial des enfants, intenta trobar la foto i la identitat de cadascun dels 11 000 nens enviats a la mort. S’imita a molts països, quan és possible. Entre els darrers Memorbücher s’inclouen Le memorbuch, memorial de la deportació i resistència dels jueus del Baix Rin de René Gutman, Memorbuch Memorbook Sefer Yizkor: A Commemoration to those Jewish of Schleswig-Holstein Perished in the Shoah de Miriam Gillis Carlebach. A França, la llista s’enriqueix amb altres monografies sectorials: Lorena, Alt Rin, Mosel·la, Vosges, Dordonya, Nancy, rabins, comboi privat. La memòria de la Shoah ha posat a l'agenda la lectura dels noms dels difunts, com en el judaisme medieval. Fins a finals dels anys vuitanta, els noms es llegien als cementiris entre Rosh-Hashanah i Yom Kippur durant cerimònies davant de les voltes de les associacions jueves. Avui la lectura ja no s’adreça a la comunitat jueva, sinó a tota la nació. Té lloc el dia21 avril21 d'abril. A París, els noms es donen a l'antic lloc del velòdrom d'hivern, a Jerusalem, davant de Yad Vashem.
També hi ha monuments commemoratius " individualitzat ". El Memorbuch de Henryk Grynberg publicat a Polònia el 2000 relata la vida d'una persona, l'editor Adam Bromberg, el llibre sobre la comunitat jueva de Grünstadt escrit per Kyra Schilling, Odilie Steiner, Elisabeth Weber: Jüdisches Leben a Grünstadt. A The Missing, Daniel Mendelsohn relata les seves investigacions per rastrejar la vida dels membres de la seva família i la forma en què van morir. Rendeix així homenatge als difunts a través de nombrosos testimonis, a la manera de Yizker Bikher. Finalment, el projecte més ambiciós de recollir els noms dels deportats de tots els països es duu a terme a Yad Vachem. Les llistes de deportats es complementen amb els fulls testimonials " Daf ed », Emplenat per familiars o amics. Aquesta llista es pot cercar en línia i conté més de 3 milions de noms.